# Linje 200S
Linje 200S er en buslinje i København mellem Buddinge st. og Avedøre Holme. Linjen er en del af Movias S-busnet og er udliciteret til Arriva, der driver linjen fra sit garageanlæg i Gladsaxe. I 2024 havde den ca. 3,1 mio. passagerer. Linjen kører på tværs gennem blandt andet Gladsaxe, Husum, Rødovre, Hvidovre og Friheden. Strækningen mellem Friheden st. og Avedøre Holme betjenes kun i dagtimerne mandag-fredag.
Linjen blev oprettet mellem Lyngby st. og Friheden st. 2. juni 1991, hvor den erstattede linje 174E. Fra 1993 til 1995 var den forlænget fra Lyngby st. til Klampenborg st. i myldretiden. I 2010 blev den forlænget fra Friheden st. til den østlige del af Avedøre Holme, fra 2015 dog den vestlige del i stedet. I den modsatte ende blev den afkortet fra Lyngby st. til Buddinge st. i 2017.

## Historie
De første konkrete planer til det, der skulle blive til S-busnettet, fremkom i Kollektiv Trafikplan 1989, hvor det blev foreslået at oprette syv såkaldte "superbuslinjer" i årene 1989-1993 og yderligere en efter 1993. Tanken var at de skulle fungere som regionale forbindelser på tværs af de eksisterende S-baner og fjernbaner og samtidig komplettere dem. Rejsehastigheden skulle være høj med få stoppesteder undervejs, og frekvensen og komforten skulle ligeledes være høj. Desuden skulle der være et samlet design- og sloganprogram for hele det nye system. Endelig var det tanken, at de nye linjer ikke bare skulle have numre men også kunne have hver deres navn, der skulle stå med store bogstaver på siden af busserne.
En af de påtænkte linjer var en tværlinje med betegnelsen Superbus "Kalvebod" og linjeføringen Lyngby - Buddinge - Gladsaxe Trafikplads - Husum - Rødovre - Friheden - Avedøre Holme - Tårnby - Københavns Lufthavn. Den nye linje ville erstatte linje 174E, der kørte fra Lyngby st. via Husum st., Rødovre st. og Avedøre Holme til Sundbyvester Plads. Forskellen udover kørslen til Lufthavnen var dog, at hvor linje 174E kun kørte i dagtimerne på hverdage, skulle den nye linje også køre om aftenen og i weekenderne. Navnet "Kalvebod" hentydede til Kalvebod Fælled på Amager, som den påtænkte linje ville passere tværs igennem.
De første tre linjer i det nye net blev oprettet 21. oktober 1990. På det tidspunkt var navnet Superbusser dog blevet ændret til S-busser, ligesom ideen med navne på de enkelte linjer var blevet droppet til fordel for numre med hele hundreder, her linje 300S, 400S og 600S. Næste skud på stammen kom 2. juni 1991 med oprettelsen af linje 200S fra Lyngby st. via Buddinge st., Gladsaxe Trafikplads, Husum Torv, Husum st., Rødovre st. og Hvidovre Hospital til Friheden st.. Stykket videre fra Friheden st. som påtænkt for planernes Superbus "Kalvebod" blev derimod ikke umiddelbart til noget. Først i 1998 da linje 500S blev forlænget fra Glostrup st. via Avedøre Holme til Københavns Lufthavn, fik en del af strækningen S-busser.
På strækningen mellem Lyngby st. og Hvidovre erstattede linje 200S ekspresbuslinjen 174E der nedlagdes. Men hvor linje 174E kun havde kørt i dagtimerne mandag-fredag, kom linje 200S til at køre fra morgen til midnat hele ugen. Mellem Lyngby st. og Gladsaxe Trafikplads erstattede linje 200S desuden linje 116 der nedlagdes, og mellem Gladsaxe Trafikplads og Jyllingevej erstattede den linje 161, der omlagdes.
En ting der faldt i øjnene ved oprettelsen af linje 200S var, at det oprindelige koncept for S-busserne med høj komfort var blevet kraftigt devalueret mindre end et år efter lanceringen. De første S-busser havde budt på både gulvtæpper på og lys ved gulvet i midtergangen, fuldturiststole med armlæn, tonede ruder, læselamper og bagagehylder. Men på linje 200S var de eneste ændringer tonede ruder og mere komfortable stole. Resten var sparet væk. Gulvtæpperne var for dyre at gøre rent, og lamperne ved gulvet i midtergangen blev sparket i stykker.

### Forlængelser og forkortelser
26. september 1993 blev linje 200S forlænget fra Lyngby st. ad Klampenborgvej til Klampenborg st. i myldretiden. I planerne fra 1989 havde det ellers været tanken, at Superbus "Ringvejen", oprettet i 1990 som linje 300S, skulle have kørt her. Men uanset linje blev det ikke til noget varigt bekendtskab med S-busser i Klampenborg, for allerede 24. september 1995 blev linje 200S atter afkortet til Lyngby st., da der var for få passagerer.
Betjeningen af Rødovre st. krævede lidt omvejskørsel, da stationen ligger ca. 200 m øst for linje 200S' egentlige rute ad Avedøre Havnevej. Busser fra syd har hele tiden kunnet dreje til højre fra Avedøre Havnevej ad den nuværende Rødovre Stationsvej til stationen, vende der og køre retur til Avedøre Havnevej. Fra nord var det derimod ikke muligt tilsvarende at dreje til venstre fra Avedøre Havnevej. Så busserne måtte i stedet dreje til højre ad Agerkær og fortsætte ad en bro for Storekær over Avedøre Havnevej for at komme til den nuværende Rødovre Stationsvej. Efter at have vendt ved stationen måtte de tilsvarende køre retur ad Storekær og Agerkær for at komme tilbage til Avedøre Havnevej. I januar 2001 gjorde anlæggelsen af en bussluse på Avedøre Havnevej det imidlertid muligt for busser fra nord at dreje til venstre direkte ind på den nuværende Rødovre Stationsvej. Busslusen måtte dog efterfølgende bygges om et par gange, da der blev indsat 13,7 m lange busser på linje 200S i 2004. På tilbagevejen kørtes fortsat ad Storekær og Agerkær indtil omkring 2017, hvor krydset mellem Avedøre Havnevej og Rødovre Stationsvej blev ombygget til lysreguleret T-kryds.
28. marts 2010 blev linjen forlænget i myldretiden fra Friheden st. ad Gammel Køge Landevej og Avedøre Havnevej til Avedøre Holme, hvor den kom til at køre rundt i en større sløjfe i den østlige del af industrikvarteret her. Fem år senere, 29. marts 2015, blev linjerne på Avedøre Holme ændret i forbindelse med nedlæggelsen af linje 18, og linje 200S blev i den forbindelse omlagt fra den østlige del til den vestlige del af Avedøre Holme, hvor den overtog linje 18's hidtidige sløjfekørsel der. Samtidig udvidedes driften, så der også kørtes til Avedøre Holme mellem myldretiderne.
I september 2016 blev der indgået et forlig i Region Hovedstaden om det næste års budget, der blandt andet kom til at medføre flere besparelser og ændringer på de regionale buslinjer. For linje 200S betød det, at den 30. januar 2017 blev afkortet fra Lyngby st. til Buddinge st., en strækning der i forvejen betjentes af linje 300S. Budgetforliget forudsatte ganske vist en afkortning helt til Gladsaxe Trafikplads, men det gav anledning til protester fra Gladsaxe Kommune, der ønskede at linjen fortsat skulle betjene Buddinge st., der er det største knudepunkt for kollektiv trafik i kommunen. Det ændrede dog ikke holdningen hos regionen, så kommunen valgte selv at betale for kørslen til Buddinge st. i foreløbig 2017 og 2018. Det gjorde de så også bagefter så linjen fortsatte med at betjene Buddinge st.
Fra december 2019 blev linje 200S udelukkende betjent af 13,7 m-busser af typen Volvo B12BLE-61/Vest, der blev overtaget fra linje 2A, da den linje overgik til kørsel med elbusser. De DAF SBR4000/Jonckheere Transit, der var blevet benyttet på linje 200S de seneste år indtil da, blev til gengæld udrangeret. Senere er der blevet indsat Scania CK280UB/Slupsk og MAN NL313 CNG på linjen.
I 2018 begyndte anlæggelsen af Hovedstadens Letbane, blandt andet ad linje 200S' nuværende strækning ad Ring 3 mellem Gladsaxe Trafikplads og Buddinge st. Anlægsarbejdet medfører af og til midlertidige omlægninger.  Når letbanen er åbnet, vil linje 200S blive afkortet fra Buddinge st. til Gladsaxe Trafikplads i forventet december 2025.
I forbindelse med køreplansskiftet 29. juni 2025 blev der indført natdrift på linje 200S mellem Gladsaxe Trafikplads og Friheden st. nat efter fredag og lørdag.

## Bus rapid transit
I Movia Mobilitetsplan 2020 blev der udpeget fire S-buslinjer, heriblandt linje 200S, der helt eller delvist kunne omdannes til Bus rapid transit (BRT). Det vil omfatte kørsel i busbaner, så trængsel undgås, stationslignende stoppesteder med niveaufri indstigning og større busser, der kører på el eller biobrændstof. Det vil være til gavn for både rejsehastighed, økonomi og miljø, ligesom det vil tiltrække flere passagerer. På sigt vil BRT også kunne bruges til drift med førerløse busser.
I august 2020 fulgte Movia op med en rapport om BRT på linje 200S mellem Gladsaxe Trafikplads og Avedøre Holme. Linjen kører på tværs af Københavns fingre, hvor den betjener flere tætte bolig- og erhvervsområder foruden Hvidovre Hospital og Rødovre Centrum. Desuden har den forbindelse til tre S-togsstationer, ligesom den vil få det til Hovedstadens Letbane, når den åbner. Linjen kører imidlertid i blandet trafik næsten hele vejen og påvirkes derfor af trængsel, især i myldretiderne men også mellem dem. Det vil kunne afhjælpes med BRT, der sammen med en mere direkte linjeføring vil kunne gøre linjen mere attraktiv. Derudover vil BRT kunne spille samme med byudvikling i navnlig Gladsaxe, Husum og Rødovre.
Rapporten lægger op til, at linjen skal afkortes fra Buddinge st. til Gladsaxe Trafikplads, da letbanen kommer til at erstatte der. I Hvidovre tænkes linjen ført direkte ad Avedøre Havnevej i stedet for via Hvidovrevej, hvor det ellers vil være nødvendigt med store indgreb. Dog beholdes en afstikker til Friheden st., hvor mange passagerer står af og på. Til gengæld giver omlægningen en dårligere betjening af Hvidovre Hospital, men det opvejes til dels af udvidelser af hospitalet mod vest i retning mod Avedøre Havnevej. Afstikkeren til Rødovre st. beholdes også, da der er mange skift til S-tog der. Endelig tænkes linjen omlagt til en endestation ved Jernholmen på den østlige del af Avedøre Holme, da der er væsentlig flere passagerer på den østlige end på den vestlige del. I forbindelse med en planlagt udbygning af Avedøre Holme med en række kunstige øer syd for, vil linjen kunne forlænges videre dertil.
På langt det meste af strækningen skal linjen køre på en tosporet vej midt på de eksisterende veje med adskillelse fra den øvrige trafik. Der skal være prioritering i lyskrydsene med undtagelse af nogle steder med meget tværgående trafik. På Frederikssundsvej benyttes de eksisterende busbaner i siden af vejen, mens der på Rødovre Stationsvej køres i blandet trafik. Det vil blive nødvendigt at inddrage 200-250 parkeringspladser, primært på Mørkhøjvej og Islevhusvej. Desuden vil der skulle inddrages ca. 11.000 m² fra private matrikler, men det regnes ikke med, at nedrivninger bliver nødvendige. Til gengæld vil det blive nødvendigt at udvide broerne over Amagermotorvejen, Holbækmotorvejen, Hillerødmotorvejen og Vestvolden.
Linjen vil få 21 stop, i rapporten omtalt som stationer. Det er en reduktion fra de nuværende 33 stop, hvilket primært skyldes afkortningen til Gladsaxe Trafikplads og omlægningerne i Hvidovre og på Avedøre Holme. Desuden vil der ske sammenlægning af stoppesteder ved Rebæk Søpark, Valhøjs Allé og Novembervej. De fleste stationer vil blive udformet med to sideliggende perroner overfor hinanden. Perronerne bliver forsynet med ramper, vente- og læfaciliteter og bliver 42 m lange, så der kan holde to ledbusser ved dem samtidig. Ved Novembervej, hvor der er begrænset plads, anlægges en øperron, som busserne så må køre venstre om. Ved Husum st. skal der gøres noget tilsvarende, idet broen her så samtidig skiftes ud, eller også skal der anlægges kortere perroner før broen for hver færdselsretning. Ved Friheden st. og Husum Torv benyttes de eksisterende stoppesteder, mens der ved Rødovre st. og Gladsaxe Trafikplads sker ombygninger som led i andre projekter.
Rapporten anslår at det vil koste 1,05 mia. kr. for de 16,6 km, der i givet fald skal ombygges til bus rapid transit. Det omfatter tracé, stationer, broanlæg og arealerhvervelser men er eksklusive materiel og ledningsomlægninger. Prisen svarer til 64 mio. kr. pr. km, hvilket er lidt dyrere end sammenlignelige projekter men blandt andet skyldes broanlæggene. Det anslås desuden, at den forbedrede regularitet og kortere køretider sammen med højere komfort i busser og på stationer vil kunne øge passagertallet fra 7.500 på hverdage til 11-12.000. Materiellet tænkes at være elektriske busser. De kræver en højere kontraktbetaling til entreprenøren, men det opvejes af den kortere køretid på linjen.
I juni 2021 fulgte Rødovre Kommune og Hvidovre Kommune op med en ansøgning til Bolig- og Planstyrelsen om, at områderne ved tre af stationerne på strækningen kan få status af stationsnærhed. En forsøgsordning giver nemlig mulighed for at op til tre stationer på op til tre BRT-strækninger kan få den status med følgende mulighed for intensiv byudvikling i op til 600 meters gangafstand fra dem. Rødovre Kommune ønsker stationsnærhed ved Rødovre Centrum, hvor center, rådhus, kulturhus og skoler i forvejen tiltrækker mange. Desuden er områder nord for rådhuset og syd for centret ved at blive omdannet med boligbyggeri. Hvidovre Kommune ønsker stationsnærhed ved Hvidovre Hospital og Avedøre Holme, CPH Business Park. Hvidovre Hospital er som nævnt under udbygning, og syd for Høvedstensvej ligger der et erhvervsområde, der ønskes omdannet til boligbyggeri. På Avedøre Holme vil stationsnærhed i den nordlige del af erhvervsområdet give virksomhederne der mulighed for at udnytte deres grunde mere intensivt.

## Fakta
- Linjeføring
  - Buddinge st. - (< Klaudalsbrovej <) - Buddingevej - Gladsaxe Ringvej - Gladsaxe Trafikplads - Gladsaxe Møllevej - Mørkhøjvej - Frederikssundsvej - Husum Torv - Husum st. - Islevhusvej - Tårnvej - Rødovre Stationsvej - Rødovre st. - Rødovre Stationsvej - Avedøre Havnevej - Kettegårds Alle - Hvidovrevej - Friheden st. - Gammel Køge Landevej - Avedøre Havnevej - Center Syd > Stamholmen > Kanalholmen > Kystholmen > Avedøreholmen > Valseholmen > Industriholmen > Center Syd[43]

- Overordnede linjevarianter
  - Buddinge st. - Friheden st.[43]
  - Buddinge st. - Avedøre Holme (kun mandag-fredag i dagtimerne)[43]

- Materiel
  - 16 13,7 m-busser af typen Scania CK280UB/Slupsk garageret hos Arriva, Ejby.[44]

| Fra        | Entreprenør og garage   |
| ---------- | ----------------------- |
| 02-06-1991 | Busdivisionen, Gladsaxe |
| 01-04-1994 | Unibus, Avedøre Holme   |
| 24-05-1998 | Combus, Valby           |
| 01-05-2001 | Connex, Valby           |
| 23-05-2004 | City-Trafik, Avedøre    |
| 23-10-2011 | Arriva, Gladsaxe        |
| 16-10-2022 | Arriva, Ejby            |
| 10-12-2023 | Arriva, Gladsaxe        |

| År          | 2021      | 2022      | 2023      | 2024      |
| ----------- | --------- | --------- | --------- | --------- |
| Passagertal | 1.951.552 | 2.543.233 | 2.958.342 | 3.108.333 |

## Kronologisk oversigt
Oversigten nedenfor omfatter permanente og længerevarende ændringer. Der er set bort fra ændringer af stoppesteder og kortvarige omlægninger ved vejarbejder, sportsbegivenheder og lignende.
| Dato                        | Hændelse |
| --------------------------- | --- |
| 02-06-1991                  | Linje 200S oprettes ad følgende rute: Lyngby st. - Buddingevej - Buddinge st. - Gladsaxe Ringvej - Gladsaxe Trafikplads - Gladsaxe Møllevej - Mørkhøjvej - Frederikssundsvej - Husum Torv - Husum st. - Islevhusvej - Tårnvej - Avedøre Havnevej - (> Agerkær > Storekær >) - Rødovre Stationsvej - Rødovre st. - Rødovre Stationsvej - (> Storekær > Agerkær >) Avedøre Havnevej - Kettegårds Alle - Hvidovrevej - Friheden st. Linjen erstatter linje 174E og dele af linje 116 der nedlægges og dele af linje 161 der omlægges. |
| 26-09-1993                  | Forlænges i myldretiden fra Lyngby st. ad Lyngby Torv - Klampenborgvej - Dyrehavevej til Klampenborg st. |
| 24-09-1995                  | Afkortes fra Klampenborg st. til Lyngby st. |
| ??-01-2001                  | Omlægges ad Avedøre Havnevej til Rødovre st. i retning mod Friheden st. i stedet for via Agerkær og Storekær efter etablering af bussluse på Avedøre Havnevej. |
| 23-05-2004                  | Der indsættes 13,7 m-busser. |
| 28-03-2010                  | Forlænges fra Friheden st. ad Gammel Køge Landevej - Avedøre Havnevej - Center Syd til den østlige del af Avedøre Holme med sløjfe ad Industriholmen - Kystholmen - Jernholmen - Stamholmen. Forlængelsen sker kun i myldretiden og som erstatning for linje 161 der afkortes til Rødovre st. |
| 29-03-2015                  | Omlægges fra den østlige til den vestlige del af Avedøre Holme så der fra Center Syd køres i sløjfe ad Stamholmen - Kanalholmen - Kystholmen - Avedøreholmen - Valseholmen - Industriholmen. Samtidig ændres køreplanen så der også køres til Avedøre Holme mellem myldretiderne. Omlægningen skyldes nedlæggelse af linje 18. |
| 16-05-2016 - 01-10-2016     | Omlægges ad Frederikssundsvej - Novembervej i begge retninger. Omlægningen skyldes at Mørkhøjvej spærres for gennemkørsel i forbindelsen med renovering af fæstningsbroen ved Vestvolden. |
| 30-01-2017                  | Afkortes fra Lyngby st. til Buddinge st. Der køres til stationen ad Klausdalsbrovej og retur ad Buddingevej. |
| 23-04-2017 - 05-06-2019     | Omlægges ad Buddingevej - Klausdalsbrovej til Buddinge st. og retur ad Klausdalsbrovej - Buddinge hovedgade. Omlægningen skyldes ombygning af busterminalen ved Buddinge st. |
| Ca. 2017                    | Omlægges i retning mod Avedøre Holme så der køres direkte ad Rødovre Stationsvej - Avedøre Havnevej i stedet for ad Storekær - Agerkær. |
| 04-05-2020 - ca. 03-01-2021 | Omlægges ved Buddinge st. så der fra Buddingevej køres til midlertidig endestation på Klausdalsbrovej og retur videre ad denne og Buddinge Hovedgade. Omlægningen skyldes letbanebyggeri. |
| 20-06-2020 - ca. 17-08-2020 | Omlægges gennem Gladsaxe Trafikplads og ad Gladsaxe Ringvej i stedet for direkte kørsel forbi trafikpladsen ad Gladsaxe Møllevej. Omlægningen skyldes letbanebyggeri. |
| 30-05-2023 - ca. 18-08-2023 | Omlægges ad Buddinge Hovedgade - Klausdalsbrovej i retning mod Buddinge st. Omlægningen skyldes letbanearbejde. |
| 29-06-2025                  | Der indføres drift nat efter fredag og lørdag mellem Gladsaxe Trafikplads og Friheden st. |